# Ben Bulben
Der Ben Bulben (irisch: Binn Ghulbain) ist ein 527 Meter hoher Tafelberg in der Republik Irland. Er liegt etwa zehn Kilometer nördlich der Stadt Sligo, erhebt sich hoch über die Grafschaft Sligo und gilt als deren Wahrzeichen. Der Berg zeichnet sich durch seine ebenmäßige Gestalt aus und ist neben dem Knocknarea und dem Croagh Patrick einer der bekanntesten Berge Irlands.

## Entstehung
Ben Bulben wurde während der Eiszeit geformt, als große Teile der Erde unter Gletschern lagen. Ursprünglich war es ein großer Bergrücken, der jedoch von den sich bewegenden Gletschern, die in die Erde einschnitten, geschliffen wurde. Dadurch bildete sich diese charakteristische Formation der Dartry Mountains. 
Die abschüssigen Seiten des Ben Bulben bestehen zu großen Teilen aus Dartry-Kalkstein. Am Gipfel finden sich kleinere Bereiche aus Glencar-Kalkstein. Die flacheren Seiten bestehen aus Ben-Bulben-Schiefer. Die Gesteinsformen in diesem Gebiet wurden etwa vor 320 Millionen Jahren gebildet.
In Drumcliff, am Fuß des Ben Bulben, liegt das Grab von William Butler Yeats. Der Dichter wurde dort auf seinen eigenen Wunsch hin bestattet. Ihm zu Ehren wird die Umgebung des Ben Bulben inoffiziell als Yeats Country (irisch Dúiche Yeats) bezeichnet.

## Legenden

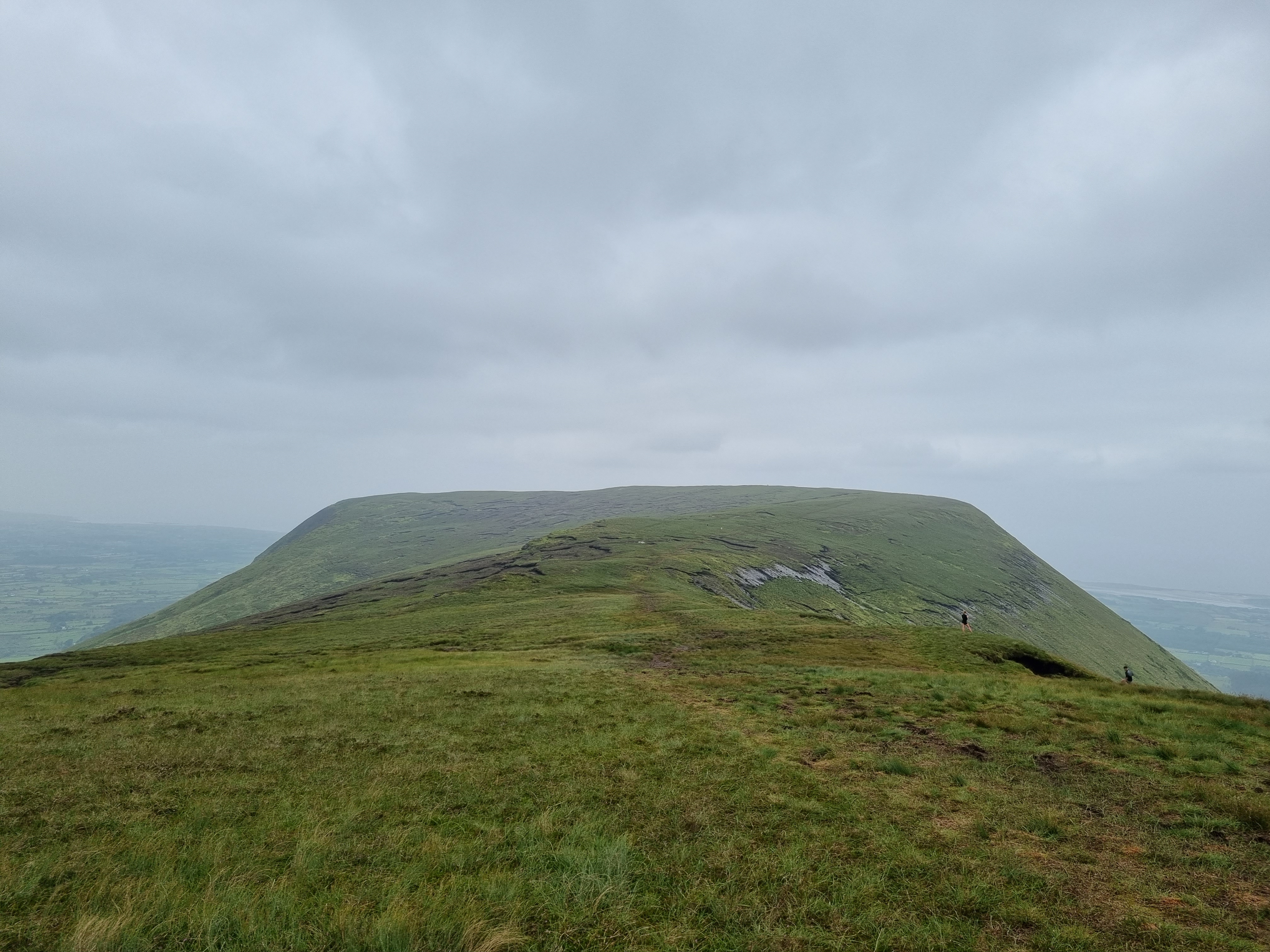
Auf dem Hochplateau des Ben Bulben

In den Legenden ist der Berg das Jagdgebiet der Fianna, der mythischen Kriegerelite Irlands unter führung des sagenhaften Helden Fionn mac Cumhaill, auch Finn MacCool genannt. Er wird zum Widersacher des Fianna-Kriegers Diarmuid, als sich dieser in die Prinzessin Gráinne verliebt, die Tochter des Hochkönigs Cormac mac Airt, und mit ihr vor dem rachsüchtigen Fionn mac Cumhaill flieht. Der alternde Anführer hatte nach dem Tod seiner ersten Frau selbst versucht, um die Prinzessin zu werben und verfolgte fortan das Paar durch Irland. In einer Höhle des Berges sollen Diarmuid und Gráinne auf ihrer Flucht gewohnt haben, eine Felsformation in der Höhle wird als Leaba Dhiarmada agus Gráinne („Das Bett von Diarmuid und Gráinne“) bezeichnet. Nach der irischen Mythologie hat an diesem Ort der für beide tödlich endende Kampf zwischen Diarmuid und dem Eber von Ben Gulban (=Ben Bulben) stattgefunden.